# Dorfkirche Paserin

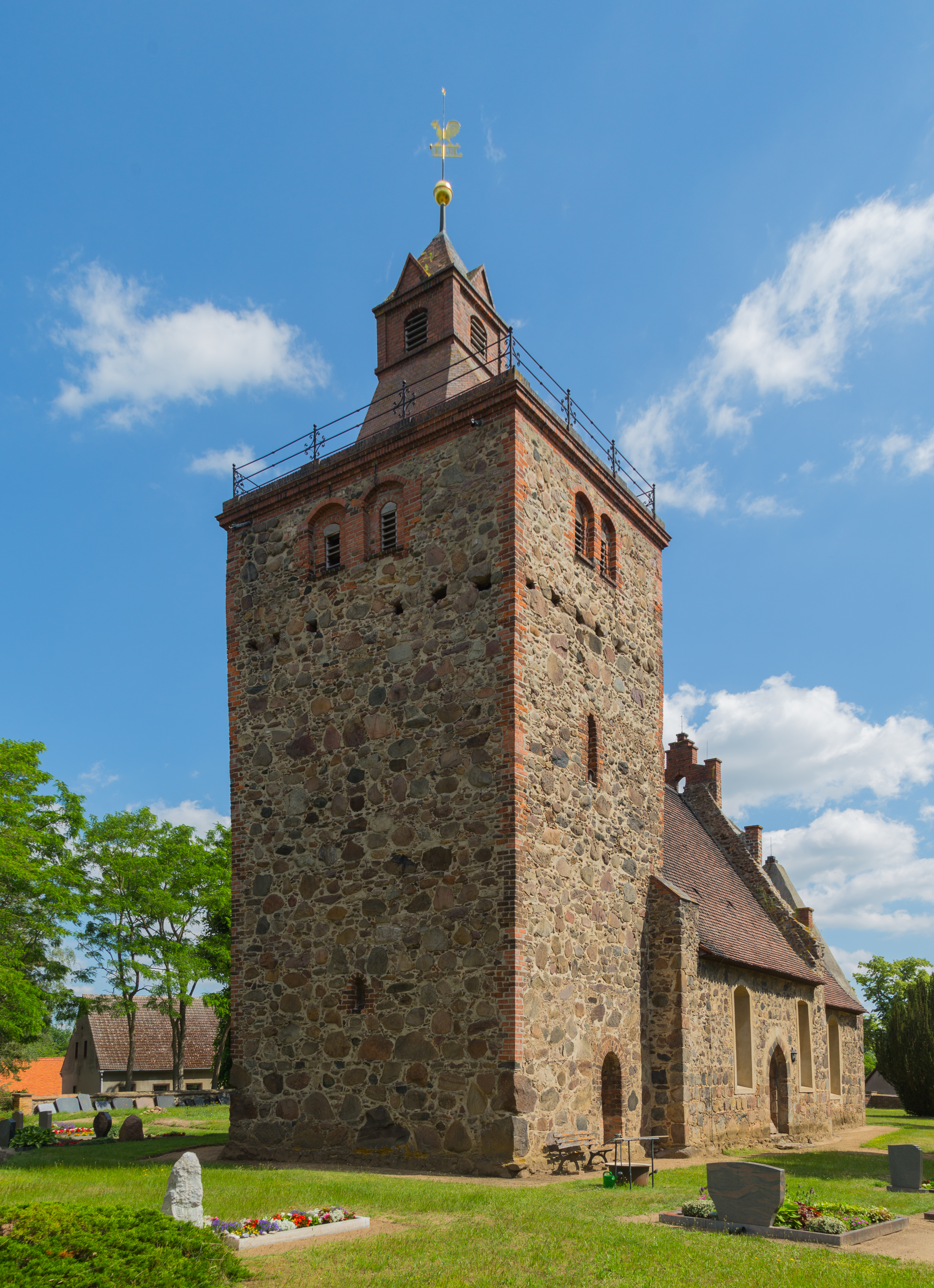
Dorfkirche Paserin (2022)

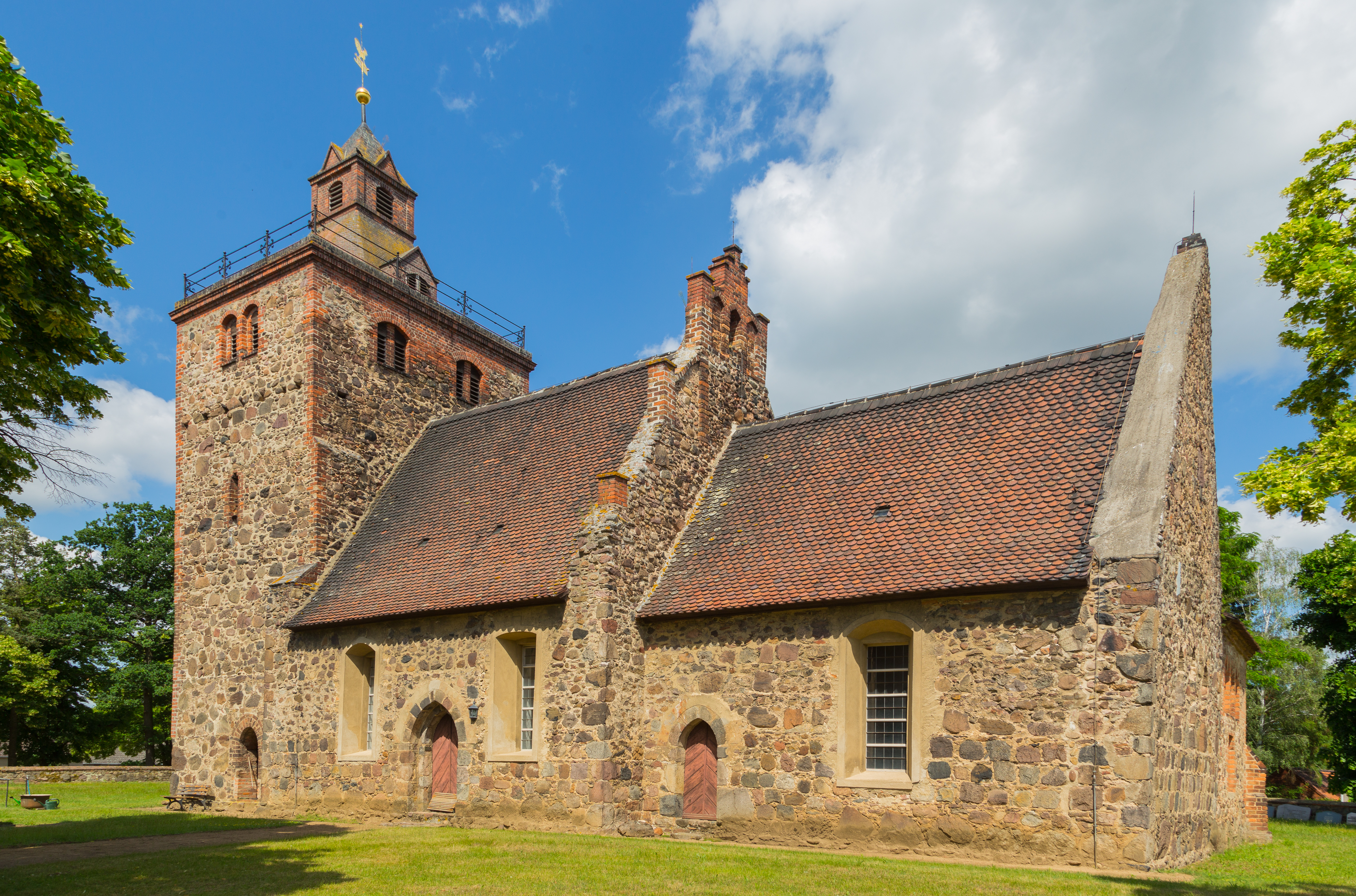
Ansicht von Süden (2022)

Die Dorfkirche Paserin ist das Kirchengebäude im Ortsteil Paserin der Stadt Luckau im Landkreis Dahme-Spreewald in Brandenburg. Es gehört der Kirchengemeinde Pitschen im Kirchenkreis Niederlausitz, der Teil der Evangelischen Kirche Berlin-Brandenburg-schlesische Oberlausitz ist. Die Kirche steht unter Denkmalschutz.

## Architektur und Geschichte
Die Paseriner Kirche ist ein kurzer Saalbau im gotischen Stil. Mit dem Bau wurde im späten 13. Jahrhundert begonnen, aus dieser Zeit stammen die ersten zwei Meter der Umfassungsmauern. Nach einer Bauunterbrechung wurde die Kirche ab 1300 nach geänderten Plänen fertig gestellt. Die Kirche wurde mit Feldsteinen gebaut und hat einen rechteckigen Chor sowie einen querrechteckigen Westturm. Am Chor und am Kirchenschiff befindet sich jeweils ein spitzbogiges Eingangsportal mit Resten der bauzeitlichen Putzgestaltung. Des Weiteren ist von der ursprünglichen Baugestalt noch eine Lanzettfenstergruppe in der Ostwand erhalten. Die restlichen Fenster wurden im Jahr 1733 im Zuge eines barocken Umbaus der Kirche korbbogig erweitert. Bereits im 15. Jahrhundert wurde an der Nordwand des Chorraumes eine Sakristei angebaut. Der Zugang zur Sakristei erfolgt über die Nordwand und an der Ostwand sind drei spitzbogige Blenden dargestellt. Die Pyramidenhaube auf dem Turm wurde 1893 erneuert, 1993 wurde der Turm mit dem Glockenstuhl saniert.
Im Innenraum hat die Kirche eine Balkendecke. Das Kirchenschiff und der Altarraum sind durch einen spitzbogigen Triumphbogen getrennt. In der Chornordwand liegt eine spätgotische aus der Wand hervortretende Sakramentsnische. Die Westempore wurde 1621 eingebaut und 1904 vergrößert, die Nordempore stammt aus dem Jahr 1700 und verläuft bis in den Chor. Zwischen 1974 und 1975 erfolgte eine Restaurierung des Innenraums, dabei wurde unter der Westempore eine Winterkirche eingerichtet. Das gemauerte Dach des Turms ist im Jahr 2024 undicht und soll saniert werden.

## Ausstattung
Zur Ausstattung der Dorfkirche Paserin gehört ein auf das Jahr 1690 datierter dreigeschossiger Altaraufsatz mit einer Kreuzigungsdarstellung zwischen zwei Säulen im Hauptfeld. In der Predella befindet sich ein Abendmahlsgemälde, in der der zur Bauzeit amtierende Paseriner Pfarrer Müller als einer der Apostel dargestellt ist. In den Knorpelwerkwangen sind die Wappen der Familien von Canitz und von Arnim dargestellt. An der südlichen Laibung des Triumphbogens steht eine Steinkanzel aus dem 16. Jahrhundert, der hölzerne Taufständer wird auf das späte 17. Jahrhundert datiert. Die Taufschüssel hat einen Durchmesser von 47 cm und zeigt eine Darstellung der Verkündigung des Herrn. Die älteste Glocke der Kirche wurde 1533, die beiden anderen Glocken 1953 gegossen.
Die Orgel der Paseriner Kirche wurde 1905 von Alexander Schuke Potsdam Orgelbau gebaut und hat sechs Register auf einem Manual und dem Pedal.

## Kirchengemeinde
Die frühere Kirchengemeinde Paserin war dem Kirchenkreis Luckau unterstellt und gehörte bis 1945 zur Evangelischen Landeskirche der älteren Provinzen Preußens. Nach dem Ende des Zweiten Weltkrieges kam die Kirchengemeinde Paserin zur Evangelischen Kirche in Berlin-Brandenburg. Der Kirchenkreis Luckau fusionierte am 1. März 1998 mit dem Kirchenkreis Lübben-Calau zum Kirchenkreis Lübben. Seit 2004 gehört Paserin zur Evangelischen Kirche Berlin-Brandenburg-schlesische Oberlausitz. Am 1. September 2007 schlossen sich die Kirchengemeinden Paserin, Pitschen und Uckro zu der neuen Kirchengemeinde Pitschen zusammen. Diese gehört seit dem 1. Januar 2010 zum Kirchenkreis Niederlausitz.